# Galeb Bar
OK Galeb Bar – czarnogórski klub siatkarski z Baru. Jest jedną z sekcji klubu sportowego Galeb.
OK Galeb Bar obecnie występuje w najwyższej klasie rozgrywek klubowych w Czarnogórze.

## Rozgrywki krajowe
| Sezon     | Rozgrywki | Miejsce    |
| --------- | --------- | ---------- |
| 2009/2010 | I liga    | 6. miejsce |
| 2010/2011 | I liga    | 5. miejsce |

## Rozgrywki międzynarodowe
Klub OK Galeb Bar nie występował dotychczas w rozgrywkach międzynarodowych.

## Medale, tytuły, trofea
brak

## Kadra w sezonie 2009/2010
- Pierwszy trener:  Vladan Jovanović
- Drugi trener:  Velimir Šćepanović

| Nr | Imię i nazwisko     | Data ur. | Wzrost | Pozycja      |
| -- | ------------------- | -------- | ------ | ------------ |
| 1  | Andrija Lukšić      | 1981     | 204    | środkowy     |
| 2  | Nikola Pješčić      | 1981     | 192    | rozgrywający |
| 3  | Aleksandar Janjičić | 1982     | 202    | przyjmujący  |
| 4  | Andrej Bojić        | 1993     | 196    | przyjmujący  |
| 5  | Tomo Pekić          | 1990     | 200    | środkowy     |
| 6  | Kristijan Kontić    | 1994     | 192    | atakujący    |
| 7  | Dušan Medojević     | 1993     | 175    | libero       |
| 8  | Zdravko Gojković    | 1993     | 191    | środkowy     |
| 9  | Živko Šebek         | 1993     | 185    | rozgrywający |
| 10 | Nemanja Vujisić     | 1993     | 198    | środkowy     |
| 11 | Marko Bošković      | 1993     | 191    | przyjmujący  |
| 12 | Stefan Cvijović     | 1994     | 191    | rozgrywający |
| 13 | Boško Masoničić     | 1992     | 199    | przyjmujący  |
| 14 | Emil Dibra          | 1989     | 195    | atakujący    |
| 15 | Dušan Marović       | 1993     | 184    | libero       |
| 16 | Mladen Novokmet     | 1993     | 185    | przyjmujący  |
| 17 | Lazar Caković       | 1995     | 185    | przyjmujący  |